# 札幌市円山競技場
札幌市円山競技場（さっぽろしまるやまきょうぎじょう）は、北海道札幌市中央区の円山公園（円山総合運動場）内にある陸上競技場。

## 歴史
1934年（昭和9年）に設置された。冬はフィールド内に人工結氷を施して、一周約200メートルのリンクを造成。1954年（昭和29年）にはスピードスケート世界選手権大会に使われたほか、市民に開放している。
陸上競技場は、1954年（昭和29年）8月に開催された第9回国体の開会式会場にも使用された。
札幌厚別公園競技場完成後は大きな大会の開催は減ったものの、厚別公園競技場は、風が強く参考記録になりやすいため、現在でも日本グランプリシリーズの南部忠平記念陸上競技大会が開かれる他、市民競技会や学校の記録会などに使用されている。2012年まで開催された札幌国際ハーフマラソンの発着点でもあった。

## 施設概要

### 主競技場
- 日本陸上競技連盟第2種公認
- 収容人員 : 12,000人（メイン盛土）
- 陸上用トラック8レーン

## 交通
- 札幌市営地下鉄東西線 円山公園駅より徒歩約20分

## 公園内その他の施設
- 札幌市円山球場